# Piazza Europea
Piazza Europea (in ucraino Європейська площа?, Jevropejs'ka plošča) è un'importante piazza nel centro della capitale ucraina Kiev che risale al XIX secolo. Il nome viene da un albergo che in passato vi si affacciava ed è una delle tre piazze che si trovano lungo il corso di Chreščatyk con Majdan Nezaležnosti e piazza Bessarabia.

## Origine del nome

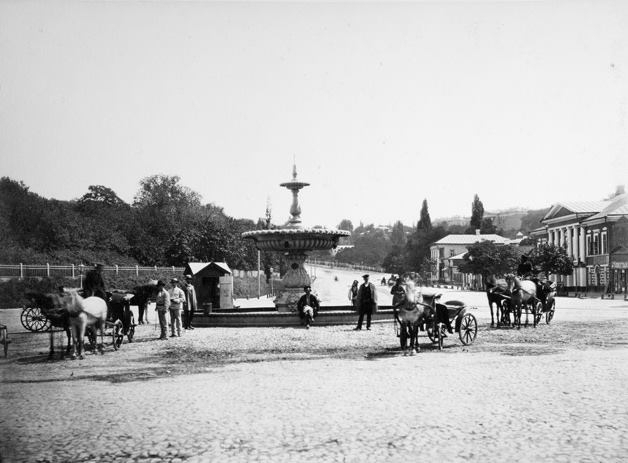
Immagine della piazza nel 1860

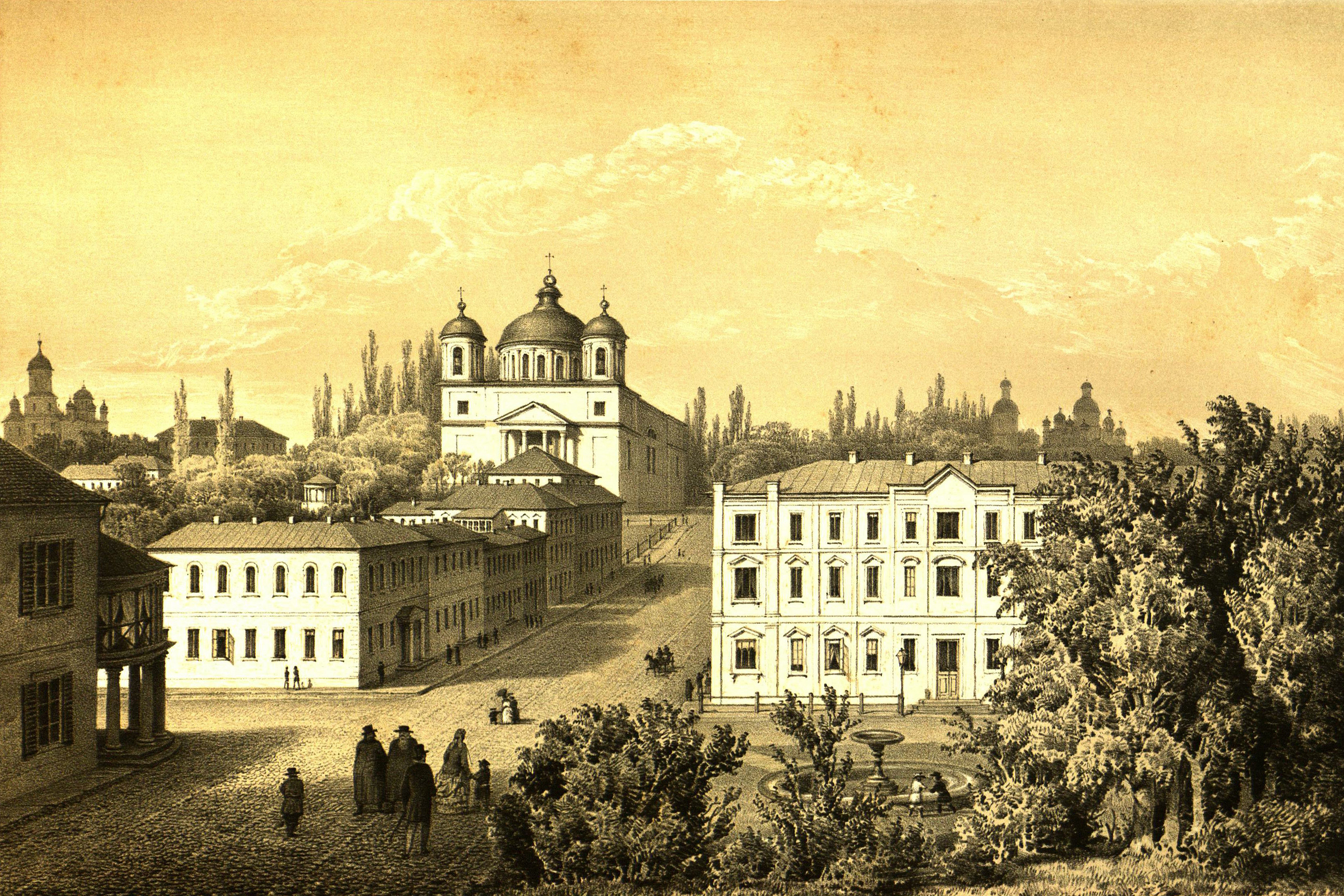
Hotel Europa, sulla destra, come appariva nel 1870

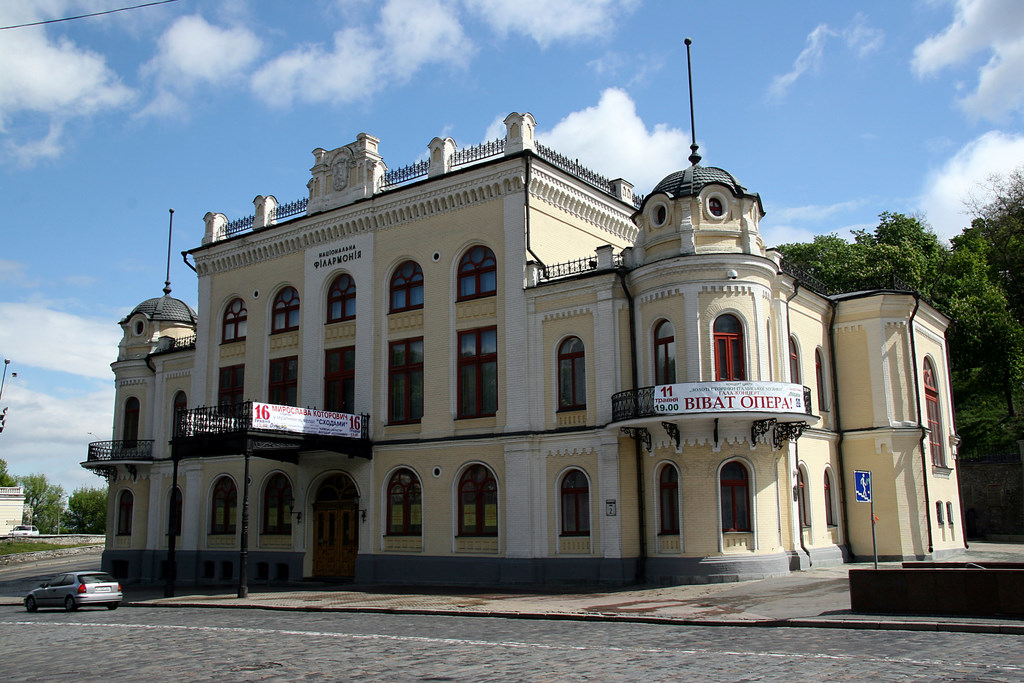
Filarmonica Nazionale dell'Ucraina

Da quando la piazza ha iniziato ad essere uno snodo importante nella città ha assunto vari nomi:
- all'inizio fu chiamata Piazza del Cavallo (in russo Конная площадь?, Konnaja ploščad') poiché vi si commerciavano cavalli.
- dal 1806 divenne Piazza del Teatro perché vi era stato costruito il primo teatro cittadino su progetto del moscovita Andrej Melenskij. In seguito, dopo la sua demolizione, al suo posto è stata edificata Casa ucraina.[2]
- divenne Piazza Europea (in russo Европейская площадь?, Evropejskaja ploščad') quando nel 1851 fu costruito l'Hotel omonimo.
- nel 1869 fu Piazza dello Zar dopo l'erezione del monumento ad Alessandro II di Russia.
- divenne Piazza della Terza Internazionale a partire dal 1919 quando le truppe sovietiche entrarono in Ucraina.
- dal 1941 divenne Piazza Adolf Hitler.
- divenne Piazza Stalin dal 1944.
- dal 1961 fu Piazza Komsomol di Lenin.[3]
- dal 1991, con la fine dell'Unione Sovietica, divenne Piazza Europea

## Storia
La piazza nacque come centro di traffico cittadino all'inizio del XIX secolo e col tempo molti degli edifici che vi si affacciavano vennero sostituiti da nuove costruzioni. Negli anni 2013 e 2014 la piazza è stata uno dei centri delle proteste che presero il nome di Euromaidan.

## Monumenti e luoghi d'interesse
- Filarmonica Nazionale dell'Ucraina
- Hotel Dnipro, costruito nel 1964.[5]
- UNIAN, agenzia di stampa ucraina.
- Casa ucraina